# Murinais
Murinais ist eine französische Gemeinde mit 408 Einwohnern (Stand: 1. Januar 2022) im Département Isère in der Region Auvergne-Rhône-Alpes (vor 2016 Rhône-Alpes). Sie gehört zum Arrondissement Grenoble und zum Kanton Le Sud Grésivaudan. Die Einwohner werden Murinois genannt.

## Geographie
Die Gemeinde Murinais liegt etwa 32 Kilometer westlich von Grenoble in der historischen Landschaft Dauphiné am Flüsschen Merdaret, das hier noch Ruisseau de Murinais genannt wird. Im Gemeindegebiet liegt der Chapendu, mit 653 m über dem Meer die höchste Erhebung zwischen dem Saône-Tal im Westen und dem Vercors-Massiv im Westen. Umgeben wird Murinais von den Nachbargemeinden Varacieux im Norden und Osten, Saint-Vérand im Südosten und Süden, Chevrières im Südwesten und Westen sowie Roybon im Nordwesten.

## Bevölkerungsentwicklung
| Jahr                       | 1962 | 1968 | 1975 | 1982 | 1990 | 1999 | 2011 | 2021 |
| -------------------------- | ---- | ---- | ---- | ---- | ---- | ---- | ---- | ---- |
| Einwohner                  | 314  | 260  | 264  | 282  | 311  | 340  | 378  | 406  |
| Quellen: Cassini und INSEE |      |      |      |      |      |      |      |      |

## Sehenswürdigkeiten
- Kirche Saibt-Jean-l'Évangeliste
- Konvent Notre-Dame-de-la-Croix, 1832 begründet
- Reste einer Motte (Turmhügelburg) aus dem 11. Jahrhundert
- Schloss La Balme aus dem 18. Jahrhundert

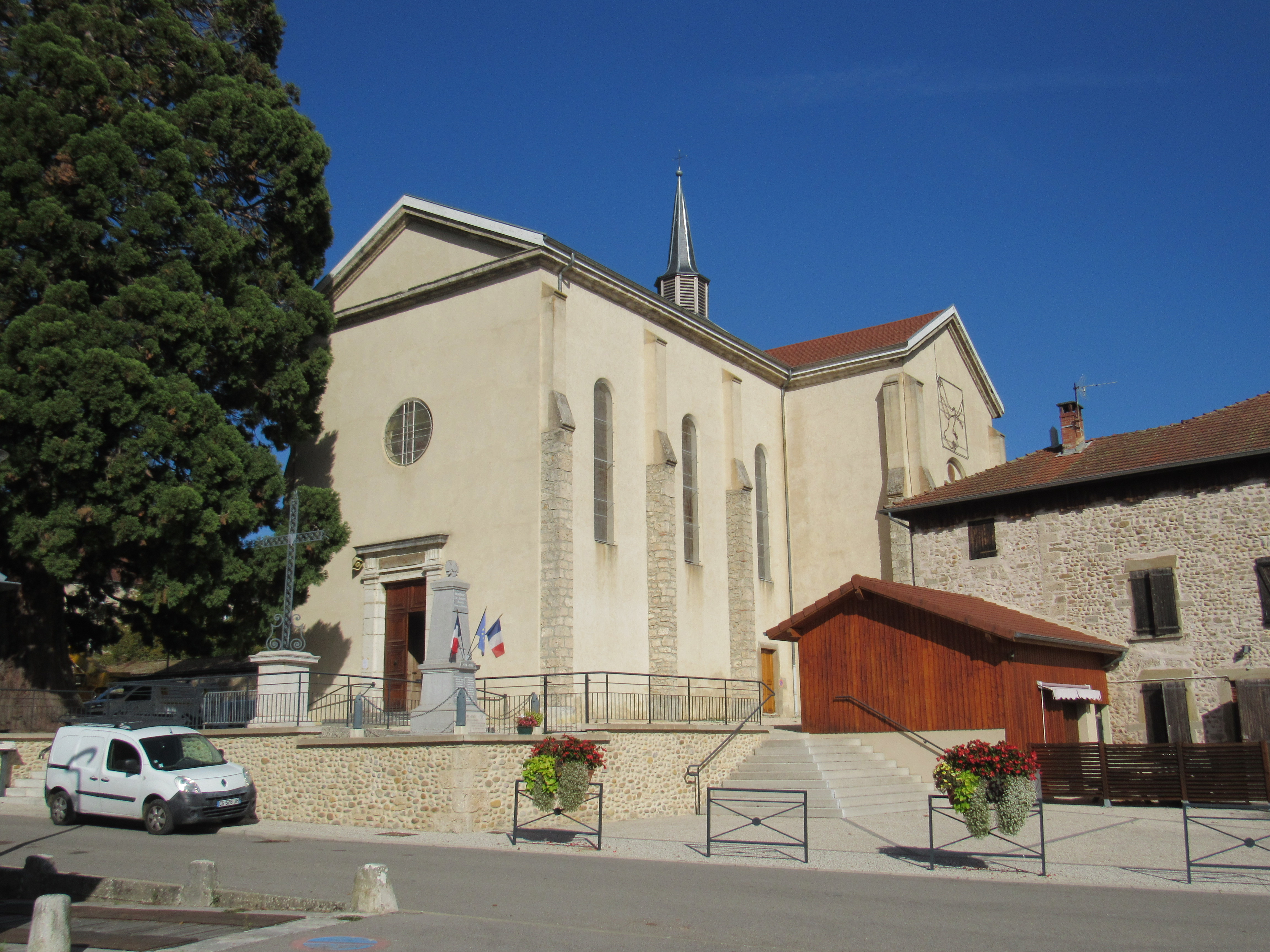
Kirche Saibt-Jean-l'Évangeliste
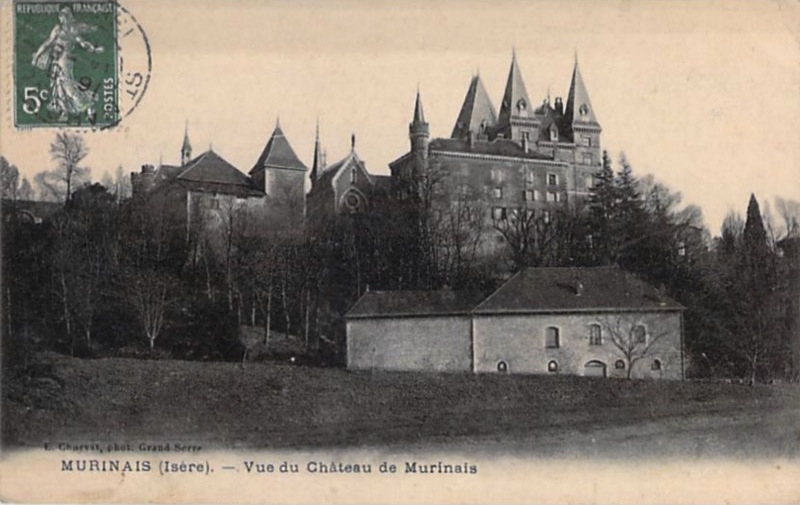
Schloss auf einer alten Postkarte
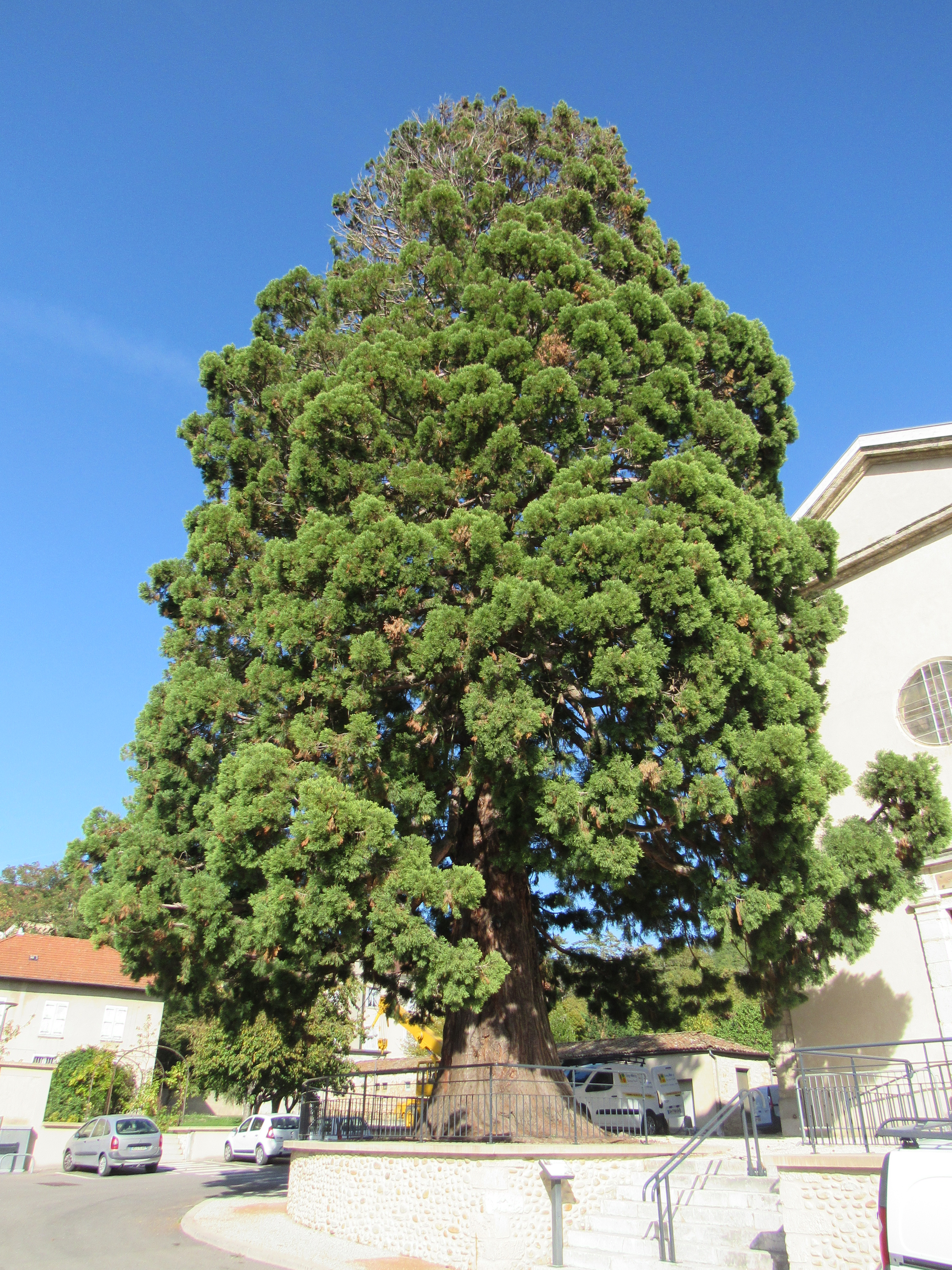
Riesenmammutbaum in Murinais
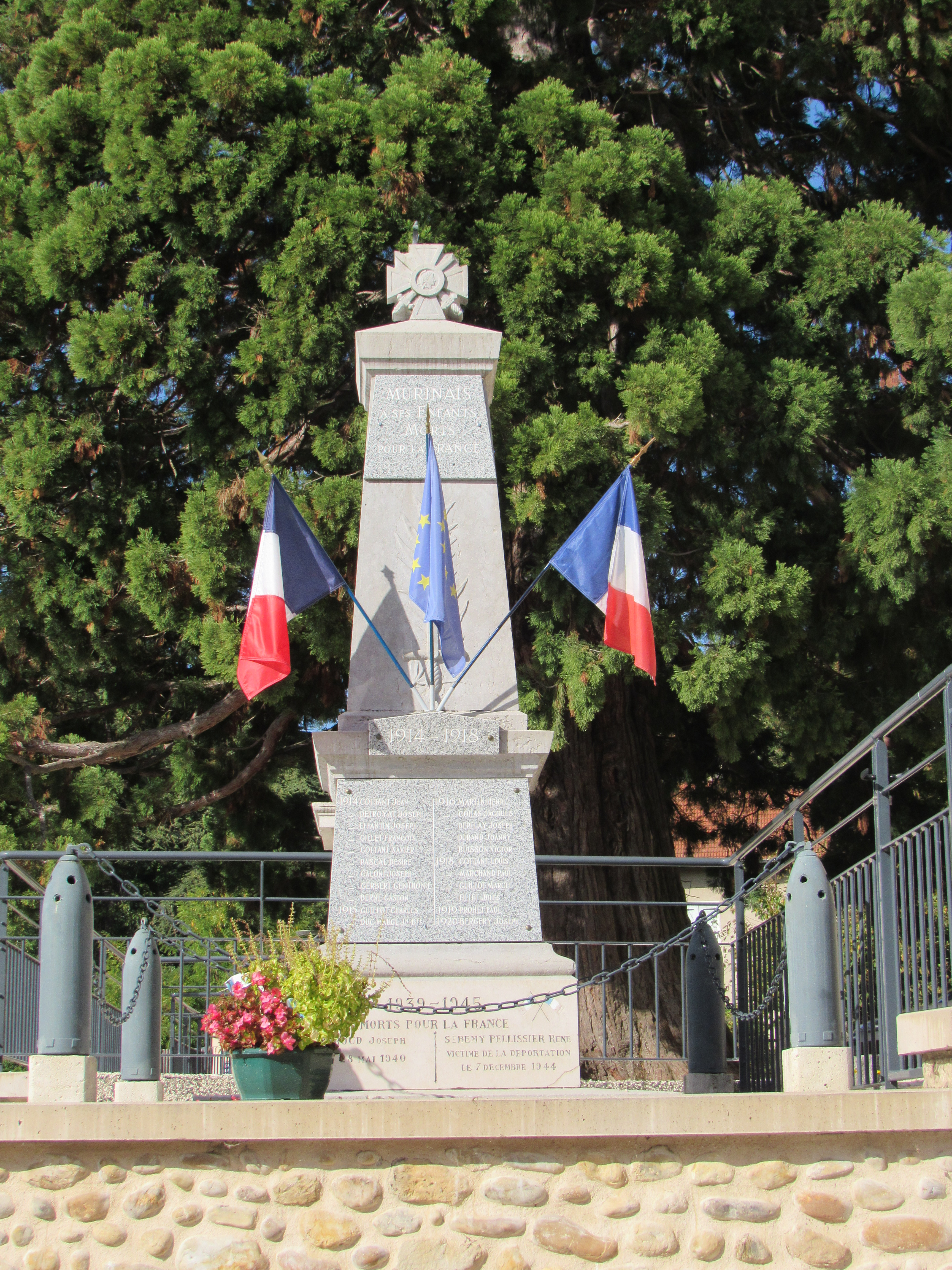
Gefallenendenkmal